# Watching the Wildlife
Watching the Wildlife – singel zespołu Frankie Goes to Hollywood z 1987 roku.

## Ogólne informacje
„Watching the Wildlife” to ostatni regularny singel zespołu. Został wydany w okresie, gdy grupa była bliska rozpadu, a jej popularność znacznie spadła, dlatego nie osiągnął na listach dużego sukcesu.
Stylistycznie był to najbardziej przyswajalny singel z płyty Liverpool i nawiązywał do pierwszych piosenek zespołu.
Początkowo planowano do każdego singla dołączyć darmowe prezerwatywy, lecz ostatecznie zrezygnowano z tego pomysłu.